# Jacky Detaille
Jacky Detaille (15 de septiembre de 1967, Verviers), es un karateca belga que debutó a partir de 1979. Además a nivel nacional de su país de origen fue campeón en 1982 hasta 1988 y a nivel internacional también salió campeón en 1986 en el torneo de Luxemburgo. En la década de los años 90' también participó, aproximadamente en 1991 obtuvo el título de IDM RECORDS en la distribución de INDISC y en el 2000 también participó para la copa del mundo de Karate en Kōbe - Osaka, Japón.